# Baconin Borzacchini

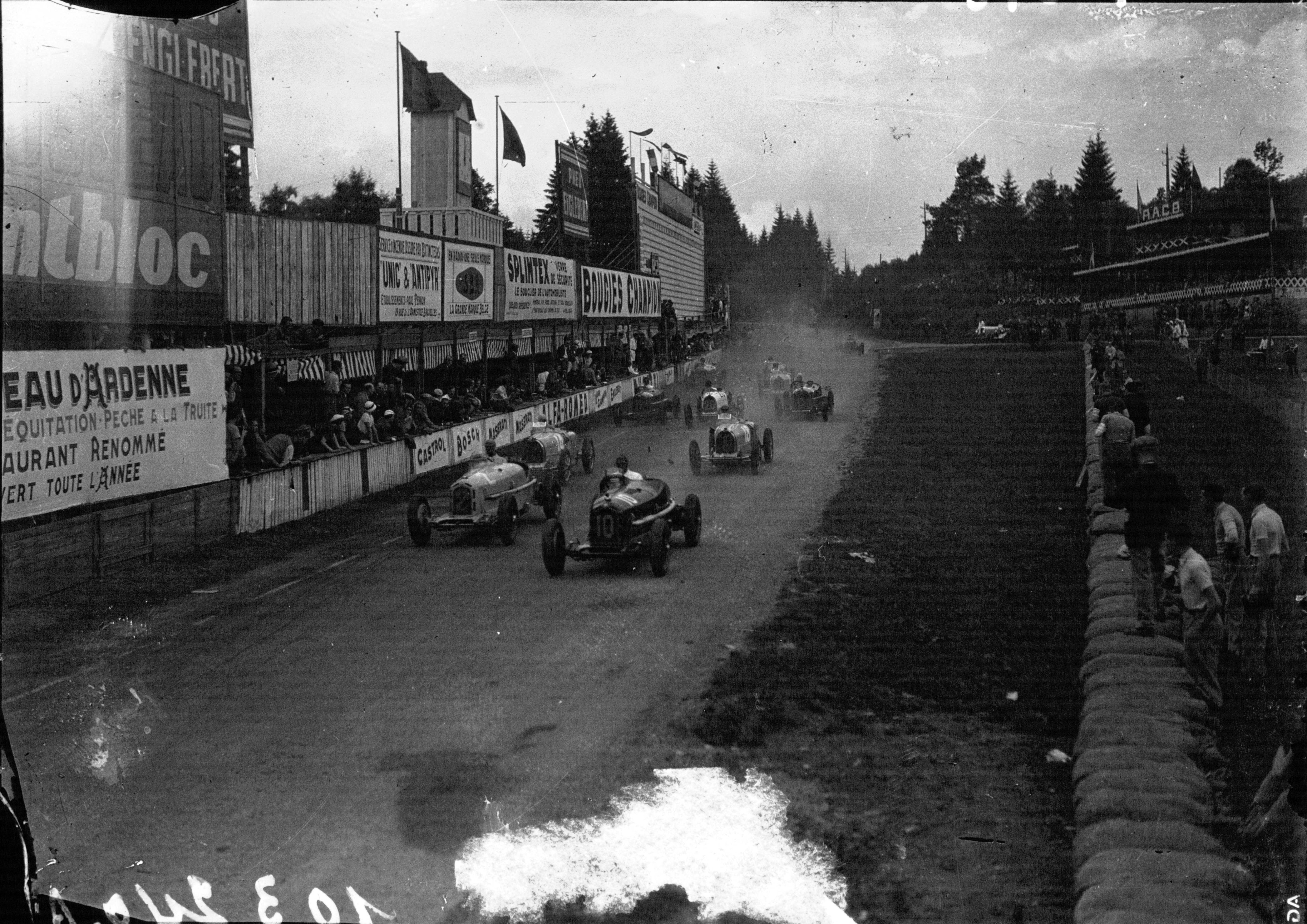
Baconin Borzacchini (devant à droite) lors du Grand Prix de Belgique 1933.

Baconin Francesco Domenico Borzacchini, connu aussi sous le nom de Mario Umberto Borzacchini, est un ancien pilote automobile italien. Il s'est tué sur le circuit de Monza le 10 septembre 1933.

## Biographie
Né à Terni (Ombrie), à environ 80 km de Rome, le 28 septembre 1898, Baconin Borzacchini commence à travailler dans un garage à l'âge de 14 ans. Après avoir servi dans l'armée lors de la Première Guerre mondiale, il débute dans les courses de motos avant de se tourner vers l'automobile en 1925. De 1925 à 1927, il remporte dix-sept victoires de catégorie sur Salmson, dont dix en courses de côte (et quatre victoires absolues avec la marque française dans cette discipline). Il arrive à s'imposer ainsi dans sa classe notamment à la Targa Florio (1926 et 1927), aux circuits de Padoue, de Cassine, de Pescara et de Livourne (1926), puis de Messine (1927).
Le 28 septembre 1929, il bat le record de vitesse sur 10 km avec une Maserati V4 (de) en atteignant la vitesse de 246,069 km/h. Sur circuits, il termine 2e des Grands Prix de Tripoli et d'Alessandria sur Maserati. En 1930, le gouvernement fasciste lui impose de courir sous un autre prénom que celui évoquant le célèbre anarchiste russe admiré par ses parents. Il est aligné par Maserati aux 500 Miles d'Indianapolis, mais il ne franchit pas le cap du 8e tour (fuite d'huile). À l'inverse, il remporte le Grand Prix de Tripoli, et une autre course de côte.
En 1931, il est engagé par Enzo Ferrari alors directeur sportif d'Alfa Romeo. Aux côtés de Tazio Nuvolari, il ne brille pas mais signe de nombreux podiums. Ceux acquis en France et en Belgique, lui permettent de compléter le premier podium d'un championnat d'Europe des pilotes. En 1932, suivant Nuvolari à la trace (2e en France, 3e en Allemagne), il termine vice-champion d'Europe. En Italie, il remporte les Mille Miglia. En 1933, il reste pilote pour la Scuderia Ferrari devenue l'écurie « semi-officielle » d'Alfa Romeo. Toujours en tant qu'équipier de Nuvolari, il termine 2e en Tunisie, à Monaco, 3e de l'Avusrennen. Au cours de l'été, il passe chez Maserati.
Contrairement à ce que l'on pense communément, ce n'est pas lors du Grand Prix d'Italie qu'eut lieu son accident fatal, mais lors du Grand Prix de Monza disputé le même jour. Durant de ce "dimanche noir", dans le même virage, succombèrent Giuseppe Campari, Baconin Borzacchini et Stanisław Czaykowski. De l'huile s'est échappé de la Duesenberg de Carlo Felice Trossi lors de la première manche et Guy Moll a averti les organisateurs du danger représenté par la courbe Sud ainsi maculée. Ceux-ci ne font pas le nécessaire et dès la fin du 1er tour de la deuxième manche, Campari sort de la route en coupant la route de Borzacchini qui tentait de le passer. Le premier des deux Italiens est tué sur le coup alors que l'ami de Nuvolari décèdera à l'hôpital de Monza à la suite d'une fracture de l'épine dorsale, d'un écrasement du thorax et de nombreuses hémorragies internes.

## Victoires en côtes
- Spoleto-Forca di Cerro 1925 sur Salmson
- Coppa Tuscolana 1926 sur Salmson
- Città di Camaiore 1926 sur Salmson
- Roma-Ascoli-Norcia 1926 sur Salmson
- Coppa Potenziani 1926 sur Fiat 509
- Terni-Passo della Somma 1927 sur Maserati 26 1.5L[2].
- Coppa della Collina Pistoiese 1927 (à Pistoia) sur Maserati 26 1.5L.
- Coppa Tullio Leonardi (Vermicino-Rocca di Papa) 1928 sur Maserati 26B 2L.
- Coppa Gallenga 1928 (Rocca di Papa, même jour, même voiture)
- Susa-Moncenisio 1933 sur Alfa Romeo Monza

## Postérité
Le Circuit de Magione (it) s'appelle officiellement « Circuit Mario Umberto Borzacchini ».
Entre 1934 et 1945, le club de football de la ville de Terni est renommé « Polisportiva Fascista Mario Umberto Borzacchini ».